# 11بي/تيمبل – سويفت –لاينر
مذنب 11بي/تيمبل – سويفت –لاينر (11P / Tempel-Swift-LINEAR) هو مذنب دوري يعود لعائلة المشتري الموجودة في النظام الشمسي يقع في كوكبة الغراب يبعد عننا حالياً مسافة 244.7 مليون كيلومتر (2.99 وحدة فلكية) بمقدار ظاهري يصل لـ 28.47+ ويقع المذنب في فترة مدارية بحيث يقترب من الأرض كل 5.95 سنة.

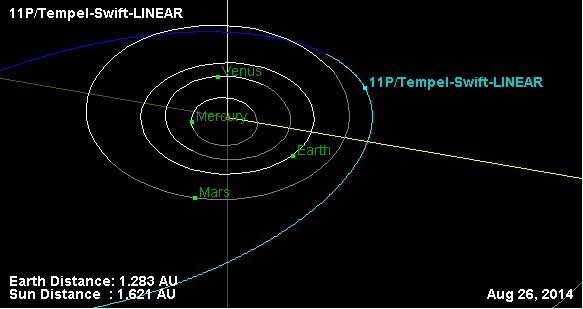
صورة تظهر شكل مدار المذنب و موقعه في 26 أغسطس من عام 2014.

## الاكتشاف
كان أول من إكتشف المذنب العالم إرنست فيلهلم ليبرخت تمبل (مرسيليا) المذنب في الأصل في 27 نوفمبر 1869، ولاحظه لاحقًا لويس سويفت (مرصد وارنر) في 11 أكتوبر 1880، وأدرك أنه نفس المذنب.

## تاريخ المذنب
بعد عام 1908، أصبح المذنب مذنباً مفقوداً لا يمكن ملاحظته، ولكن في 7 ديسمبر من العام 2001، تم العثور على جسم غريب بواسطة برنامج لنكولن لأبحاث الكويكبات القريبة من الأرض (LINEAR)، وأكدت الصور السابقة التي اُلتقطت من 10 سبتمبر و 17 أكتوبر إنه أنه نفس المذنب الذي فُقد وبعد ذلك لم يتم رصد المذنب حتى عام 2008 لأن مر بالحضيض بمعنى أخر كان المذنب على الجانب الآخر من الشمس.

## تاريخ ظهوره
شوهد المذنب خلال ظهوره في عامي 2014 و 2020. وسيعود في 9 نوفمبر من 2026 وفي الحقيقة ما ببن يناير 2013 إلى ديسمبر 2100 سيكون أقرب إقتراب للمذنب من كوكب الأرض في 12 نوفمبر من عام 2026 حيث سيصل حينها إلى مسافة 60.02 مليون كيلومتر (0.40 وحدة فلكية) وسيصل للحضيض في 13 نوفمبر من عام 2026 بمسافة 208 مليون كيلومتر (1.39 وحدة فلكية).

## روابط خارجية
- محاكاة مدارية من JPL (Java) / Horizons Ephemeris
- 11P في مذنبات كرونك
- مذنب راعي الشمس
- مذنب هالي
- مذنب هيل-بوب